# Ninomiya Kazuhiro
Kazuhiro Ninomiya (sinh ngày 23 tháng 11 năm 1982) là một cầu thủ bóng đá người Nhật Bản.

## Sự nghiệp câu lạc bộ
Kazuhiro Ninomiya đã từng chơi cho Avispa Fukuoka.